# Justin Townes Earle
Pour les articles homonymes, voir Earle.
Justin Townes Earle (4 janvier 1982 à South Nashville (Tennessee) - 23 août 2020) est un auteur-compositeur-interprète américain.
Au cours de sa carrière, il publie huit albums solo. Son style musical s'inscrit dans l'americana, le folk, le bluegrass et la country.

## Biographie

### Jeunesse
Justin Townes Earle grandit à South Nashville dans le Tennessee avec sa mère Carol Ann Hunter Earle. Son père, Steve Earle, lui a donné son deuxième prénom en l'honneur de son propre mentor, le musicien Townes van Zandt. À l'âge de deux ans, son père le laisse avec sa mère. Il ira vivre avec son père après sa sortie de prison en 1994.Justin Townes Earle abandonne les études et voyage occasionnellement avec son père, travaillant pour lui, avant de déménager dans l'est du Tennessee avec d'autres musiciens et chanteurs. Comme son père, Earle a des problèmes de toxicomanie pendant son adolescence.

### Carrière
Justin Townes Earle a joué dans deux groupes de Nashville : the Distributors, un groupe de rock, et un combo ragtime et bluegrass, les Swindlers. Earle a passé quelque temps en tant que guitariste et claviériste pour le groupe de son père, The Dukes.
Justin Townes Earle développe un style de musique hybride mêlant folk, blues et country. En 2007, il a sorti un EP de six chansons appelé Yuma. Il a ensuite signé un contrat avec Bloodshot Records et a sorti un album appelé The Good Life en 2008.
En 2009, Justin Townes Earle a tourné sur le Big Surprise Tour avec Gillian Welch et David Rawlings, Old Crow Medicine Show et The Felice Brothers. Il sort la même année l'album Midnight at the Movies. En septembre 2009, Earle a reçu un Americana Music Award décerné à l'artiste montant (emerging artist) de l'année.

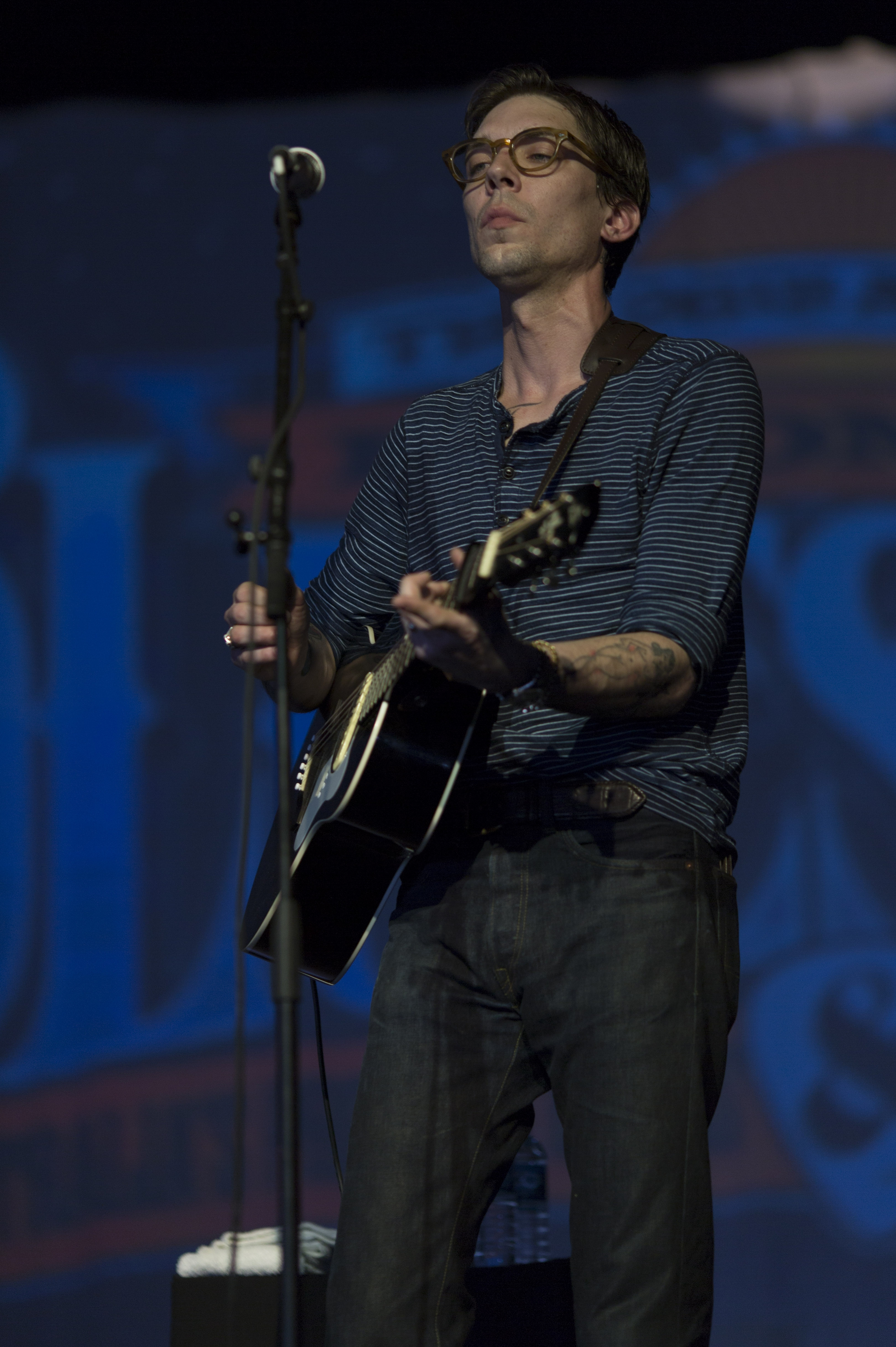
Justin Townes Earle en 2015.

En 2010, il a sorti l'album Harlem River Blues, suivi de l'album Nothing's Gonna Change the Way You Feel About Me Now en 2012. Il est également apparu dans un épisode de la série télévisée HBO Treme, aux côtés de son père.
En 2011, Justin Townes Earle a reçu l'Americana Music Award dans la catégorie Chanson de l'année pour Harlem River Blues. Son album éponyme a été décrit comme ayant « un son americana urbain et fluide, avec des cors, un orgue et une guitare électrique acidulée » Cette année-là, il a également produit une reprise de Maybe Baby sur l'album hommage  Rave on Buddy Holly. Il a également joué au Festival Folk de Newport et au Hardly Strictly Bluegrass Festival.
Nothing's Gonna Change the Way You Feel About Me Now  est le trente-septième album de la liste établie par Rolling Stone des 50 meilleurs albums de 2012, avec l'annotation suivante: « Le fils de l'artiste renégat country-rock Steve Earle est devenu un auteur-compositeur rivalisant avec son père. » 
De 2014 à 2017, Justin Townes Earle a sorti une « trilogie familiale », comprenant Single Mothers  (2014), Absent Fathers (2015) et Kids in the Street (2017).
Justin Townes Earle a joué au Grand Ole Opry en 2008, à l'Historical WSM, au South By Southwest (2008-2010, 2012), au Beacon Theatre (mai 2009), au Bristol Rhythm and Roots Reunion (septembre 2009), à Bonnaroo (2009), à Bumbershoot (2010), au East Coast Blues &amp; Roots Music Festival (Byron Bay, Australie), au Bowery Ballroom (mars 2010), au Winnipeg Folk Festival (juillet 2008) et au Nelsonville Music Festival (2008 et 2011),.

### Vie privée
Justin Townes Earle a commencé à consommer de la drogue à 12 ans et continue pendant de nombreuses années, faisant plusieurs rechutes au cours de sa vie,,.
Justin Townes Earle a déménagé à New York en 2009 puis est retourné vivre à Nashville pendant plusieurs années. Il a épousé Jenn Marie Maynard en 2013 et lui et sa femme vivent sur la côte ouest. Il est le père d'une fille nommée Etta, est née en juin 2017.

### Mort
Justin Townes Earle est décédé le 23 août 2020 à l'âge de 38 ans. La cause du décès n'a pas été immédiatement donnée. La police de Nashville déclare par la suite qu'il s'agit « vraisemblablement d'une overdose ».

## Discographie

### Albums
| Yuma                                                 | - Date de sortie : 8 février 2007 - Label : Bloodshot Records - Formats : CD, 10" Vinyl EP, music download    | —   | —  | —  | —  | —  | — |
| The Good Life                                        | - Date de sortie : 25 mars 2008 - Label : Bloodshot Records - Formats : CD, LP, music download                | —   | 70 | —  | —  | —  | — |
| Midnight at the Movies                               | - Date de sortie : 3 mars 2009 - Label : Bloodshot Records - Formats : CD, LP, music download                 | —   | —  | —  | 15 | 41 | — |
| Harlem River Blues                                   | - Date de sortie : 13 septembre 2010 - Label : Bloodshot Records - Formats : CD, LP, music download           | 47  | —  | 18 | —  | 9  | 3 |
| Nothing's Gonna Change the Way You Feel About Me Now | - Date de sortie : 26 mars 2012 - Label : Bloodshot Records - Formats : CD, LP, music download                | 62  | —  | 19 | —  | 11 | 4 |
| Single Mothers                                       | - Date de sortie : 9 septembre 2014 - Label : Vagrant Records, Loose Music - Formats : CD, LP, music download | 56  | —  | 19 | —  | 13 | 3 |
| Absent Fathers                                       | - Date de sortie : 13 janvier 2015 - Label : Vagrant Records, Loose Music - Formats : CD, LP, music download  | —   | —  | 16 | —  | 13 | 5 |
| Kids in the Street                                   | - Date de sortie : 26 mai 2017 - Label : New West Records - Formats : CD, LP, music download                  | 161 | —  | 37 | —  | 3  | 6 |
| The Saint of Lost Causes                             | - Date de sortie : 24 mai 2019 - Label : New West Records - Formats : CD, LP, music download                  | —   | —  | —  | —  | —  | — |
| "—" signale l'absence de chiffres.                   | |     |    |    |    |    |   |

### Autres sources
- (en-US) Mark Deming, « Justin Townes Earle Biography », CMT, AllMusic, mars 2008.
- (en-US) Kim Ruehl, « 2008 Americana Music Association Awards and Honors Winners », About.com, Folk Music Guide, septembre 2008.
- (en-US) Justin Jacobs, « Buddy Miller, John Fogerty, Justin Townes Earle Amongst Notable Winners at Americana Music Awards », Paste Magazine, septembre 2009.